# Iker Bonillo
Iker Bonillo (Silla, Valencia, 9 de julio de 2003) es un ciclista español que compite con el equipo Euskaltel-Euskadi.

## Biografía
Se convirtió en profesional en 2022 en el equipo italiano Green Project-Bardiani CSF-Faizanè. Al igual que algunos de los jóvenes corredores del equipo, disfrutó de un calendario flexible compuesto principalmente por carreras sub-23. Se consagró como campeón de España en Pista en la modalidad Madison junto a Sebastián Mora.

## Palmarés

### Pista
2022
- Campeonato de España Ciclismo en Pista en la modalidad Madison (con Sebastián Mora)

2023
- Campeonato de España Ciclismo en Pista en la modalidad Madison (con Sebastián Mora)

### Ruta
- Aún no ha conseguido victorias como profesional.

## Equipos
- Bardiani CSF-Faizanè (2022-2023)
  - Bardiani CSF-Faizanè (2022)
  - Green Project-Bardiani CSF-Faizanè (2023)
- Euskaltel-Euskadi (2024-)